# Chủ nghĩa hoài nghi châu Âu
Chủ nghĩa hoài nghi châu Âu (tiếng Anh: Euroskepticism) (còn được gọi là chủ nghĩa hoài nghi của EU, từ skepsis của tiếng Hy Lạp có nghĩa là nghi ngờ) nghĩa đen là sự chỉ trích của Liên minh Châu Âu. Một số nhà quan sát mặc dù thích hiểu sự phản đối và từ chối toàn bộ EU (chủ nghĩa chống EU) là 'chủ nghĩa hoài nghi châu Âu'.
Theo truyền thống, nguồn chính của chủ nghĩa Euroscepticism là khái niệm hội nhập làm suy yếu quốc gia, và mong muốn làm chậm, ngưng hoặc đảo ngược sự hội nhập trong EU. Các quan điểm khác thường được tổ chức bởi Eurosceptics bao gồm nhận thức về thâm hụt dân chủ ở Liên minh châu Âu hoặc niềm tin rằng EU là quá quan liêu. Chủ nghĩa Âu Châu không nên bị nhầm lẫn với chủ nghĩa chống Âu Châu, đề cập đến việc loại bỏ văn hoá Âu Châu và Âu Châu, và tình cảm, quan điểm và sự phân biệt đối xử với các nhóm sắc tộc châu Âu. Một cuộc khảo sát Eurobarometer của các công dân EU năm 2009 cho thấy rằng hỗ trợ cho thành viên của EU thấp nhất ở Latvia, Anh quốc và Hungary. Đến năm 2016, các quốc gia đang xem EU là bất lợi nhất là Hy Lạp, Pháp, Tây Ban Nha và Anh. Chủ nghĩa hoài nghi châu Âu được tìm thấy trong các đảng chính trị trên phổ chính trị; Tuy nhiên, sự gia tăng các đảng cánh hữu quần chúng ở châu Âu có liên quan mật thiết đến sự gia tăng chủ nghĩa Âu Châu trên lục địa.
Niềm tin vào EU và các thể chế của nó đã giảm mạnh kể từ năm 2007. [11] Vào năm 2016, một cuộc trưng cầu dân ý được tổ chức khi hỏi liệu nước Anh có nên là thành viên của Liên minh châu Âu hoặc rời khỏi Liên minh châu Âu, kết quả là đa số phiếu ủng hộ rời khỏi EU.